# Privatiseringskommissionen
Privatiseringskommissionen var en svensk, statlig kommission under åren 1992–1994, vilken hade till uppgift att ge synpunkter på de förslag till försäljningar av statliga företag som förbereddes inom regeringskansliet och som överlämnades till kommissionen. Kommissionen avgav sina yttranden till regeringen för att ingå i regeringens beslutsunderlag.

## Historik
Regeringen Carl Bildt begärde i proposition 1991/92:69 om privatisering av statligt ägda företag, m.m. bland annat att få riksdagens bemyndigande att sälja aktier i 35 statligt ägda företag och också få rätt att minska statens andel i sådana företag på annat sätt än genom försäljning. Regeringen hade delvis ideologiska motiv för privatiseringarna då man menade att statens uppgift inte var att äga företag. Riksdagen beslöt den 18 december 1991 i enlighet med propositionens förslag, dock med den ändringen att bemyndigandet omfattade 34 företag.
I propositionen 1991/92:69 konstaterades bland annat att förberedelser för försäljning av statliga företag bör skötas i samarbete med de enskilda företagens styrelser.
Försäljningarna bereddes i regeringskansliet och regeringen beslutade i varje enskilt försäljningsärende. En särskild kommission, privatiseringskommissionen, tillsattes för att bedöma vissa centrala ärenden, som överlämnats till kommissionen. Kommissionen lämnade utlåtande om bland annat pris och villkor till regeringen.
Efter riksdagsvalet 1994 kunde socialdemokraterna bilda regering. Då hade 19 av de 34 bolagen hunnit avyttras. Den nya regeringen trappade ner ville trappa ner takten i privatiseringarna. Näringsminister Sten Heckscher sade att ”några mer ideologiskt betingade privatiseringar blir det inte,” och menade att Privatiseringskommissionen därför inte längre behövdes. Kommissionen upphörde den 31 oktober 1994 efter beslut från regeringen.

## Ledamöter
Privatiseringskommissionen bestod av ordförande Curt Nicolin, ledamöterna Birgitta Blom, Jan Ekman, Lars-Erik Forsgårdh, Torbjörn Fälldin, Karl-Axel Linderoth, Lars Wohlin, Carl Johan Åberg, Karl-Erik Önnesjö, samt sekreterarna Thomas Rolén och Marie-Louise Brodin.